# 영국해외항공
영국해외항공(英國海外航空) 또는 BOAC(영어: British Overseas Airways Corporation)는 1939년부터 1974년까지 존재했던 영국의 항공사로 영국항공의 전신 항공사로 알려져 있다.

## 역사
1939년에 영국항공과 제국항공이 통합되어 국영화된 영국의 항공사로 초기에는 제국항공이 사용하던 드 하빌랜드 알바트로스나 암스트롱 휘트워스 AW 27 기종과 같은 것을 사용했지만 제2차 세계대전중과 후에 모두 퇴역시켰다. 또한 1946년에 영국남미항공과 영국유럽항공을 분리시켰으며 DH 106 커미트 제트여객기를 세계 최초로 운영한 회사이다. 그리고 1949년에 영국남미항공이 합병되어 규모를 늘리게 되었고 그로 인해 규모를 노선을 확장하게 되었다. 1952년 5월에 세계 최초의 제트 여객기인 드 하빌랜드 DH.106 코멧를 도입해 요하네스버그 취항 이후 유럽 국제선을 비롯해 도쿄 국제선 노선에 취항시켰다. 1958년에 세계 항공사 최초로 도입된 코마크 Mk.4는 태평양 횡단 노선을 운항했다. 또한 그 후에도 브리스톨 브리타니아와 비커스 VC-10등 최신 기종을 도입했다. 1960년대에 말레이시아와 케냐, 나이지리아등 아시아와 아프리카에 산재한 영국의 식민지에 불구하고 그 지역에 취항은 계속되었다. 1960년대 후반에 당시의 최신 기종인 콩코드와 보잉 747을 주문해 최신 기종을 순차별로 주문하고 미국의 팬아메리칸 월드 항공에 이어 세계 일주 노선을 운항하는 등 세계 각국으로의 노선망을 넓혀 가고 팬아메리칸 항공, 루프트한자, 일본항공과 대등한 세계를 대표하는 항공사로 군림했다. 1974년에 영국유럽항공이 재합병되어 지금의 영국항공이 되었다. 마크는 제국항공이 사용하던 스피드 버드를 사용한다.

## 사건 및 사고
- 영국해외항공 911편 추락 사고
- 영국해외항공 781편 추락 사고
- 영국해외항공 777편 격추 사고

## 같이 보기
- 영국의 없어진 항공사 목록